# Kriegerdenkmal Daun

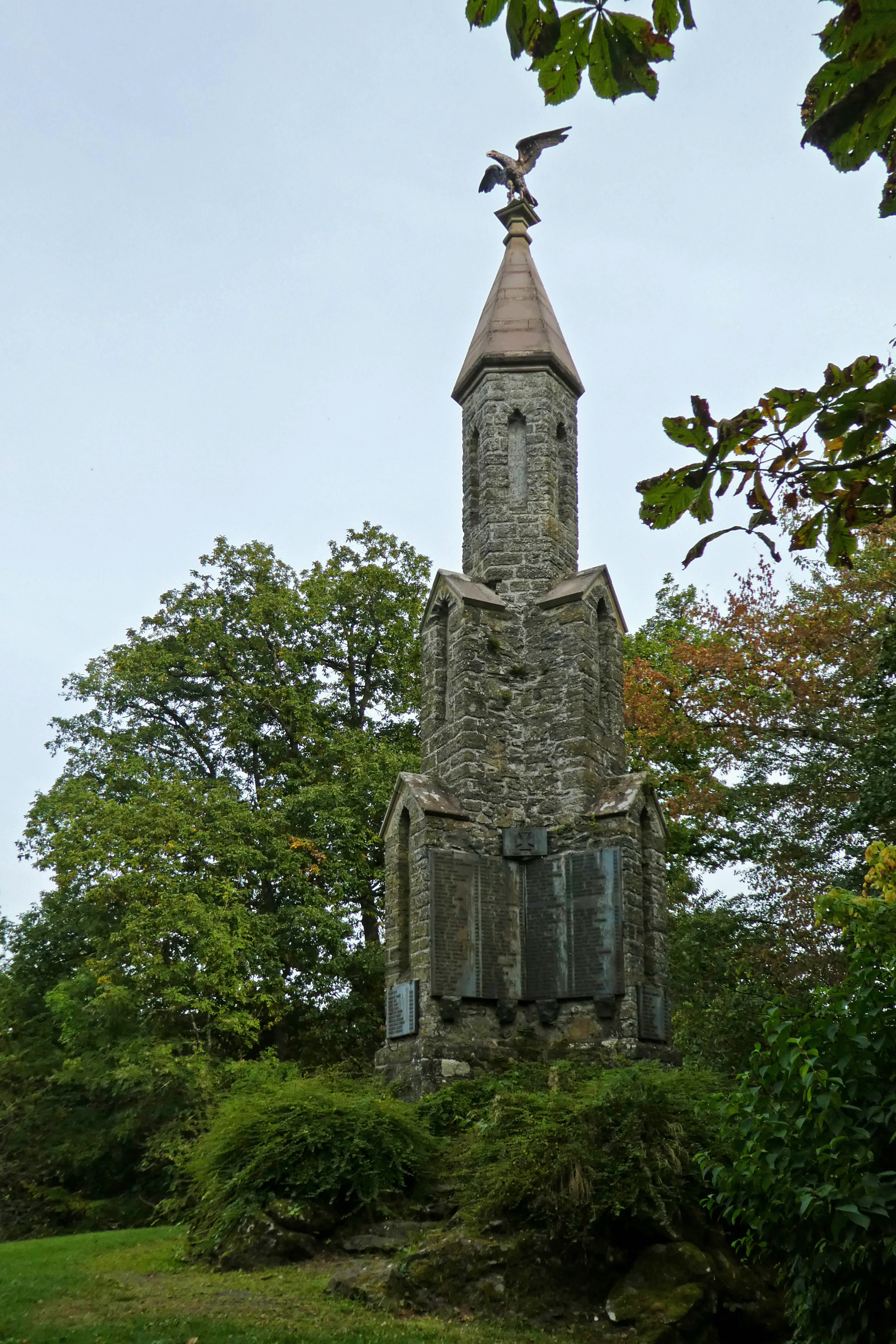
Kriegerdenkmal in Daun aus dem Jahre 1870

Das Kriegerdenkmal Daun ist ein Kriegerdenkmal im Vulkaneifelkreis. Es wurde ursprünglich als eine Siegespyramide aus Basaltsteinen im Jahr 1870 auf dem 492 Meter hohen Wehrbüsch bei Daun erbaut. Geplant wurde das 13 Meter hohe Bauwerk vom Dauner Verschönerungsverein, dem Vorläufer des heutigen Eifelvereins.

## Geschichte
Anfänglich sollte die Pyramide an den Preußisch-Österreichischen Krieg 1866 erinnern. Während des Deutsch-Französischen Kriegs 1870/71 fasste Leutnant Robert Thomé den Entschluss, die Namen der Gefallenen auf der Pyramide festzuhalten und somit die Pyramide zum Kriegerdenkmal umzugestalten. Am 11. September 1873 wurde die Pyramide als Siegesdenkmal eingeweiht und zwei eiserne Tafeln wurden als Andenken der 18 Gefallenen angebracht. Die gegossene Erinnerungstafel hat folgende Aufschrift:
Zur Erinnerung an den glorreichen Feldzug gegen Frankreich, für des Vaterlandes Ehr und Unabhängigkeit in den Jahren 1870–1871 und zum Andenken an die Wiedererstehung des deutschen Reiches.
Die goldene Kugel auf der Spitze wurde durch einen Adler aus Bronze ersetzt, welcher nach Westen zum ehemaligen Feind Frankreich schaut.
Im Jahr 1925 wurden zwei Gedenktafeln mit den Namen der 53 gefallenen Dauner des Ersten Weltkriegs angebracht. Nach dem Zweiten Weltkrieg wurden mehrere Eisenplatten mit den Namen von 157 Gefallenen am Denkmal befestigt.
Das Denkmal ist in der Obhut des Dauner Eifelvereins, der mit dafür Sorge trägt, dass es auch der Nachwelt als mahnende Erinnerung erhalten bleibt.